# Сан-Феличе-ин-Пьяцца
Сан-Фели́че-ин-Пья́цца (итал. San Felice in Piazza) — католическая церковь в районе Ольтрарно во Флоренции, Тоскана, Италия.

## История
Церковь посвящена святому Феликсу Ноланскому. Она впервые упоминается в документах, датированных 1066 годом. Церковь была возведена на южном берегу Арно за городскими стенами, недалеко от того места, где позже был построен Палаццо Питти.
В 1153 году храм перешёл под контроль бенедиктинского монастыря Сан-Сильвестро-ди-Нонантола. Здание претерпело несколько реконструкций, а в в ноябре 1221 года было заново освящено. В середине XIV века здание было несколько расширено. В середине XII века упоминается не только сам храм, но и монастырь Сан-Феличе.

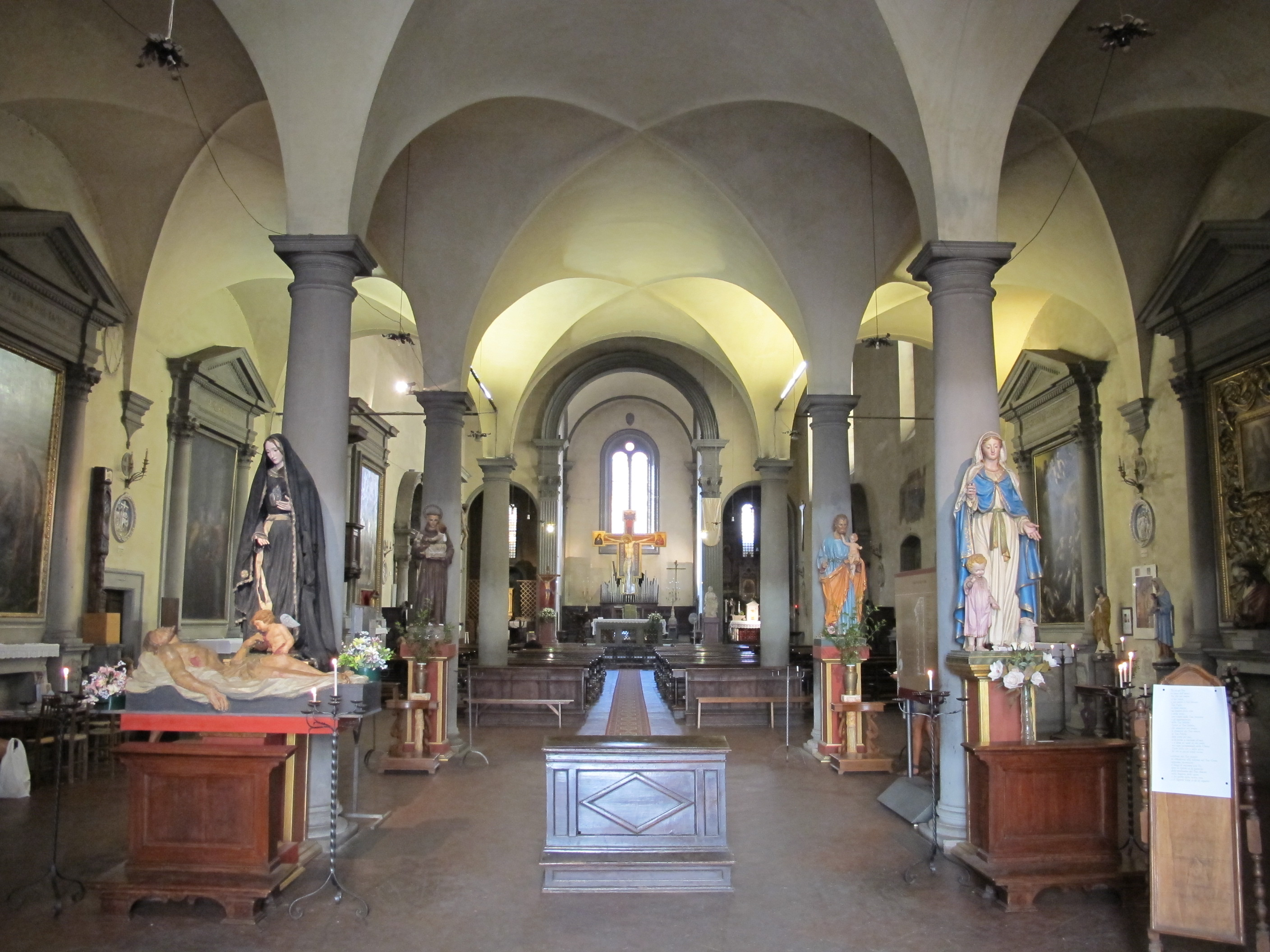
Интерьер храма. Вид в направлении алтаря.

В 1414 году церковь отошла к Камальдульскому ордену, а с 1457 по 1460 год была существенно перестроена под руководством Микелоццо ди Бартоломео. В 1557 году церковь передали монахиням доминиканского ордена, чей монастырь Сан-Пьетро-Мартире был снесён во время Сиенской войны, чтобы на его месте возвести укрепления. Храмовым святым стал Пётр Веронский.

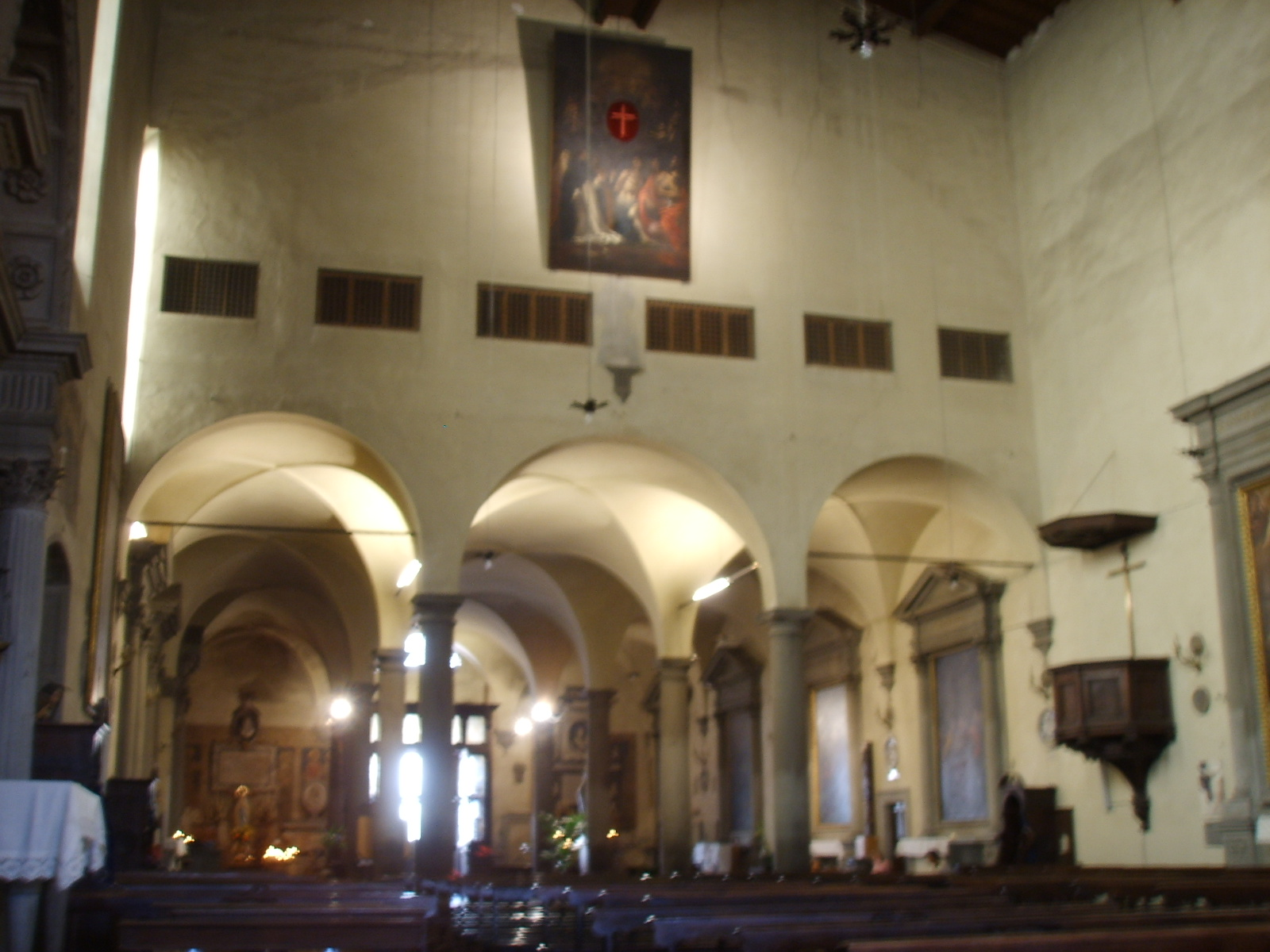
Интерьер храма. Вид в направлении входа и хоров.

Храм Сан-Феличе был известен как место проведения театрализованных представлений. Джорджио Вазари подробно описывает постановку 1439 года на сюжет Благовещения, которую декорировал и снабдил множеством оригинальных механизмов Филиппо Брунеллески. Постановка произвела сильное впечатление на горожан и гостей — участников вселенского Ферраро-Флорентийского собора.
В 1785 году монастырь был упразднен, а в 1788 году церковь стала приходской.
Во время Второй мировой войны и германской оккупации храм стал убежищем для преследуемых евреев, участников Сопротивления и дезертиров благодаря самоотверженной деятельности приходского священника Бруно Панераи (итал. Bruno Panerai).

## Архитектура и произведения искусства
Бо́льшая часть здания выполнена в готическом стиле, хотя перестройки также внесли свой вклад в облик храма.
Существующий фасад храма был создан около 1457 года Микелоццо или кем-то из его последователей. Портал в центре фасада увенчан полукруглым фронтоном. Над ним — круглый окулюс с двумя стрельчатыми окнами по бокам.
Церковь имеет сильно вытянутый план с осью, направленной с северо-северо-запада на юго-юго-восток. Такую конструкцию храм приобрёл в результате череды перестроек с XI по XV век. Он разделён на два отдела: первый, у входа, имеет три нефа, раздёленных двумя рядами по четыре колонны, второй — однонефный — заканчивается прямоугольным алтарём и двумя боковыми капеллами. Приблизительные внутренние размеры церкви: общая длина: 55,00 м, длина до триумфальной арки: 45,40 м, общая ширина: 14,00 м. Максимальная высота нефа — 16,50 м.
В трехнефной части храма над крещатым сводом XIV века расположена галерея-хоры, также сооружённая в XIV веке, а по сторонам — несколько капелл с табернаклями из пьетра-серена.
С каждой стороны основной, однонефной части храма также расположены три капеллы с отделкой из пьетра-серена.
В 1742 году над алтарной частью была сооружена колокольня.
На контрфасаде сохранились отдельные фрагменты фрески «Рождество», приписываемой Мастеру из Синьи(1470—1480).
В одной из боковых капелл — фреска, изображающая святого Феликса Ноланского, спасающего святого Максима (работа Джованни да Сан-Джованни, законченная Вольтеррано около 1636 года).
Из других произведений искусства, хранящихся в храме, следует отметить большое распятие в главном алтаре, приписываемое Джотто или его школе (около 1308 года).
Боковые капеллы содержат следующие произведения:
- Святой Рох со святыми Антонием Великим и Екатериной Александрийской — приписывается школе Сандро Боттичелли (1480).

- Явление Девы Марии святому Гиацинту и святому Петру Веронскому — работа Якопо да Эмполи (1595).
- Триптих: святой Августин с Иоанном Крестителем и святыми Юлианом и Сигизмундом — работа Нери ди Биччи (1467, с дополнениями XVI века). В люнете над триптихом — фреска приблизительно 1365 года, приписываемая «мастеру Барджелло» (итал. Maestro del Bargello). На фреска — Мадонна с Младенцем в окружении святых.
- Мадонна с Младенцем на троне со святыми — алтарь работы Ридольфо Гирландайо (около 1520 года).
- Мадонна с поясом — работа Биччи ди Лоренцо (около 1430 г.).

В трапезной церкви — хорошо сохранившаяся фреска Маттео Росселли «Тайная вечеря» (около 1614 года).

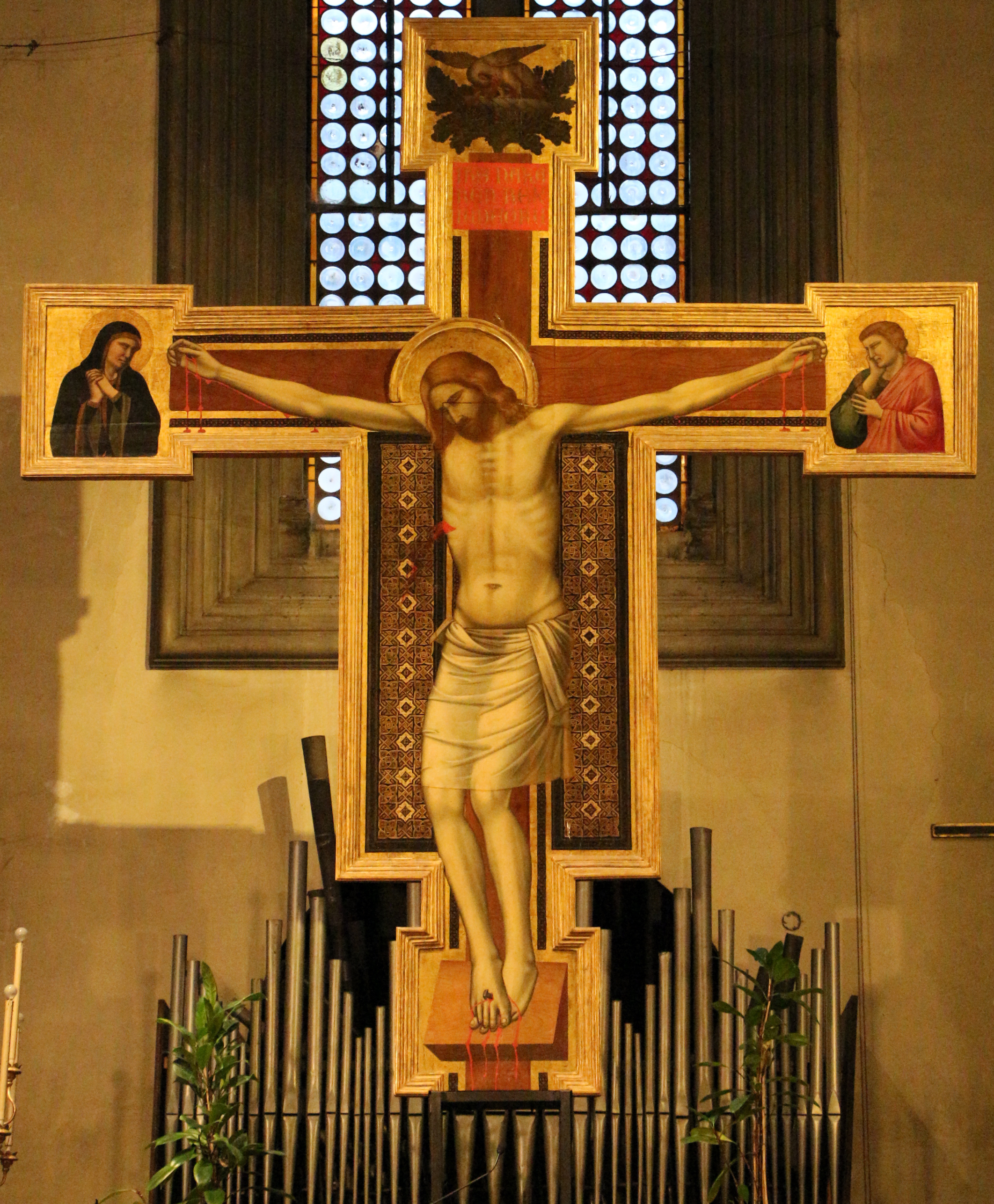
Джотто или последователи. Распятие. Около 1308 года.
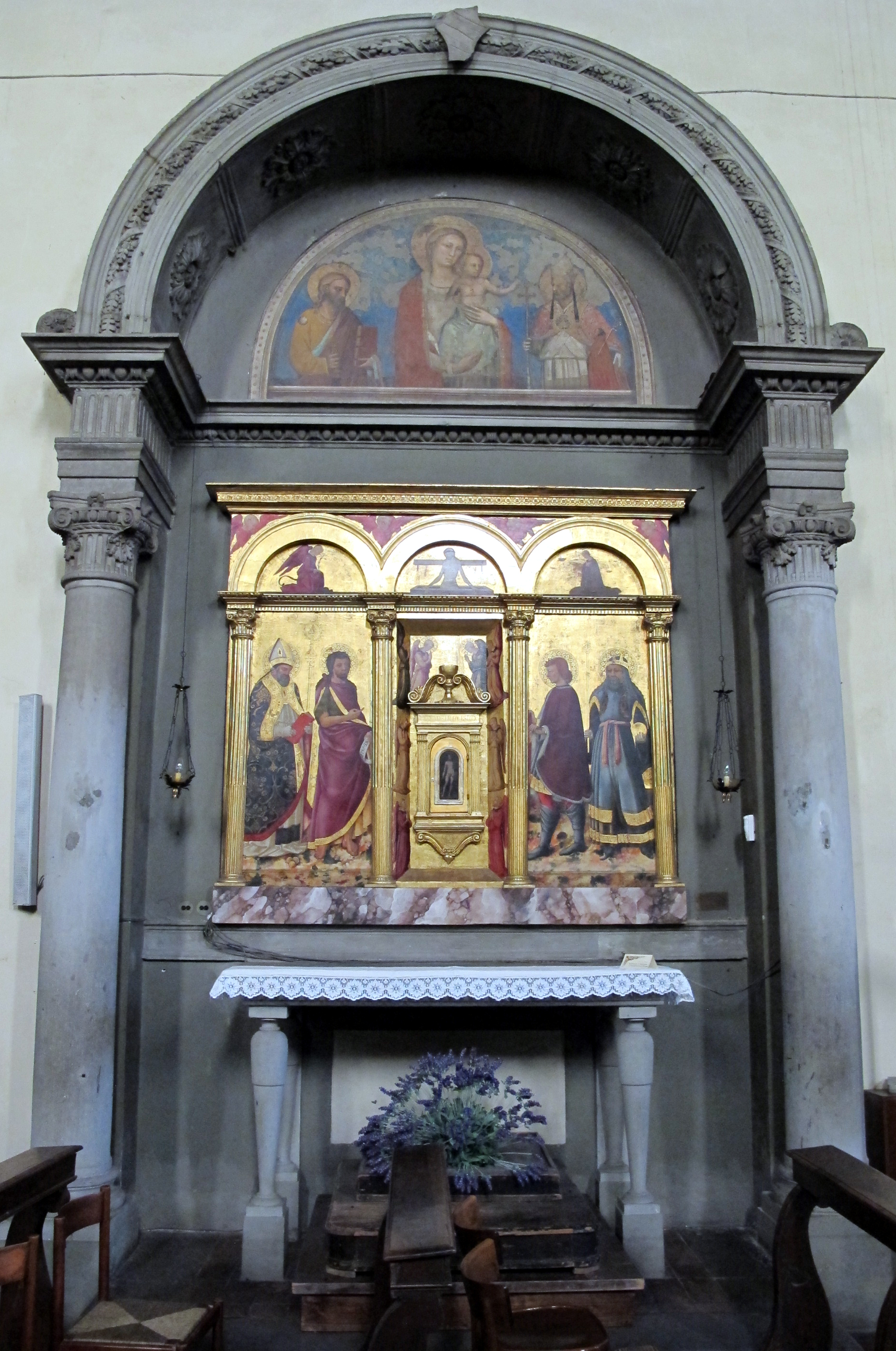
Нери ди Биччи.Святой Августин с Иоанном Крестителем и святыми Юлианом и Сигизмундом. 1467 с дополнениями XVI века. В люнете  — Maestro del Bargello. Мадонна с Младенцем в окружении святых. Около 1365 года.
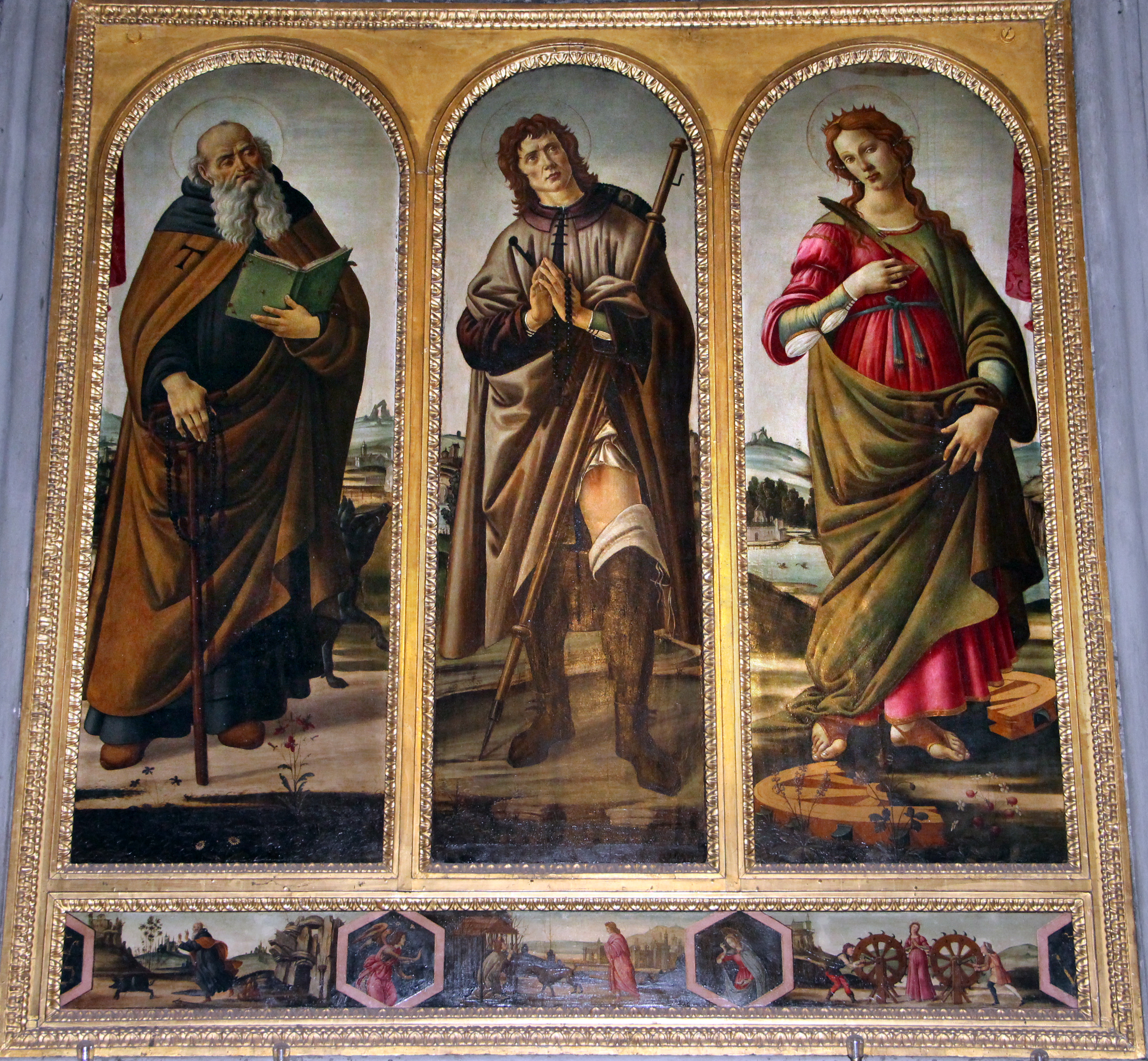
Школа Боттичелли. Святой Рох со святым Антонием Великим и святой Екатериной. 1480.
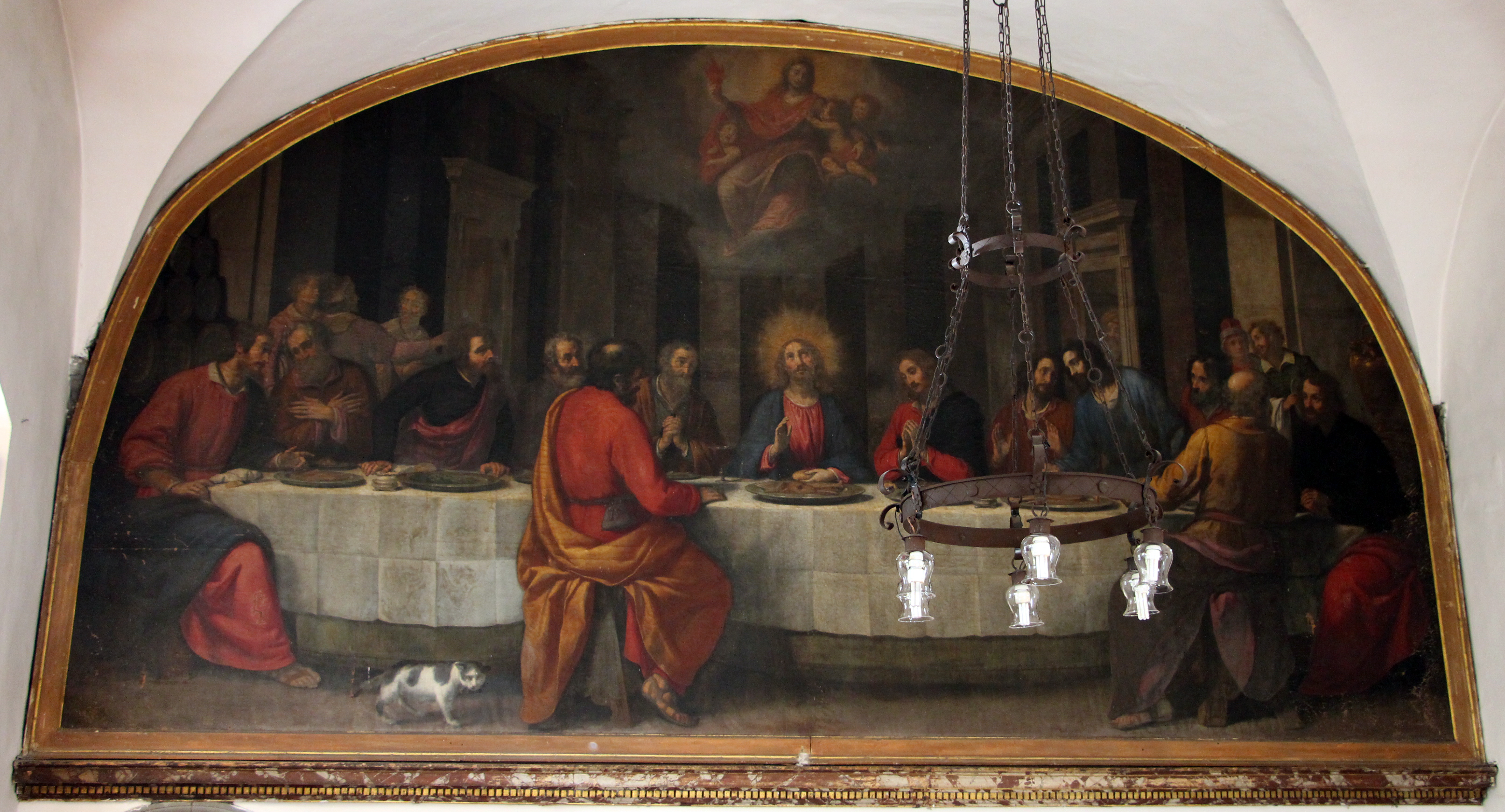
Маттео Росселли.Тайная вечеря. 1614.